# 托利马省
托利馬省（Departamento del Tolima）是哥倫比亞中西部的一個省，中科特勒拉山脈斜貫，東界馬格達萊納河。面積为23,562平方公里，2018年人口为1,419,957人。首府伊瓦格。
1886年8月4日設省。下設四十七個自治市。